# Tangdžin
Tangdžin (korejsky:당진) je město v Jižní Koreji v provincii Jižní Čchungčchong. Nachází se na pobřeží Žlutého moře na jižním břehu Asanského zálivu. Na protější straně zálivu hraničí s městy Inčchon, Pchjongtchek a Hwasong. Název města znamená "přívoz Tchang" a odkazuje na roli, kterou město mělo v obchodu s Čínou na protější straně Žlutého moře. Dnes se ekonomika města spoléhá na těžký průmysl a intenzivní zemědělství.

## Partnerská města
- Bergen County, New Jersey, USA
- Daisen, Japonsko
- Snohomish County, Washington, Spojené státy americké